# Нгуен, Бен
Бен Нгуен (англ. Ben Nguyen; род. 3 августа 1988, Су-Фолс) — американский боец смешанного стиля, представитель легчайшей и наилегчайшей весовых категорий. Выступает на профессиональном уровне начиная с 2006 года, известен прежде всего по участию в турнирах бойцовской организации UFC.

## Биография
Бен Нгуен родился 3 августа 1988 года в городе Су-Фолс, штат Южная Дакота. Подвергаясь нападкам со стороны одноклассников, в возрасте двенадцати лет начал практиковать тхэквондо. Позже занимался тайским боксом, дзюдо, бразильским джиу-джитсу.

### Начало профессиональной карьеры
Дебютировал в смешанных единоборствах на профессиональном уровне в декабре 2006 года, дрался в небольших американских промоушенах преимущественно на территории Южной Дакоты. Одновременно со спортивной карьерой работал по специальности компьютерным инженером.
В феврале 2009 года на турнире Palace Fighting Championship встретился с бронзовым призёром Олимпийских игр по вольной борьбе Алексисом Вилой и проиграл ему нокаутом во втором раунде.
В 2012 году уехал тренироваться в Таиланд в лагере Tiger Muay Thai & MMA, затем поселился в Брисбене, Австралия.
Широкую известность получил в 2013 году после встречи в титульном бою Nitro MMA с Джулианом Уолласом. Уоллас, чьё тело полностью покрыто татуировками, крайне агрессивно вёл себя на церемонии взвешивания, тыча кулаком прямо в лицо Нгуена. Тем не менее, Нгуен нокаутировал его уже на 25 секунде первого раунда. Видео с этими событиями, выложенное в Интернет, начало быстро распространяться в социальных сетях — за короткий промежуток времени на YouTube его посмотрели более 18 млн человек, на Facebook число просмотров превысило 100 млн. Вирусное видео привлекло к себе и внимание функционеров крупнейшей бойцовской организации мира Ultimate Fighting Championship, и вскоре Нгуен подписал с ней долгосрочный контракт.

### Ultimate Fighting Championship
Впервые выступил в октагоне UFC в мае 2015 года, в рамках наилегчайшей весовой категории встретился с турком Алпом Озкылычем и выиграл у него техническим нокаутом в концовке первого раунда. Спустя несколько месяцев с помощью удушающего приёма сзади принудил к сдаче Райана Бенуа.
Следующий его поединок должен был состояться в марте 2016 года против Джастина Скоггинса, но тот снялся с турнира из-за травмы, и бой отменили. Нгуен, таким образом, вышел в клетку только в июле, проиграв техническим нокаутом Луису Смолке.
В ноябре 2016 года единогласным решением судей выиграл у Джина Эрреры.
На июнь 2017 года планировался бой против Джозефа Бенавидеса, но Бенавидес получил травму, и его заменили Тимом Эллиоттом. Нгуен заставил соперника сдаться уже на 49 секунде первого раунда и заработал бонус за лучшее выступление вечера.
В феврале 2018 года дрался с бразильцем Жусиером Формигой, в третьем раунде был задушен и потерпел поражение технической сдачей.

## Статистика в профессиональном ММА
| Боёв 27  | Побед 18 | Поражений 9 |
| -------- | -------- | ----------- |
| Нокаутом | 10       | 6           |
| Сдачей   | 5        | 2           |
| Решением | 3        | 1           |

| Результат | Рекорд | Соперник            | Способ                             | Турнир                                  | Дата            | Раунд | Время | Место                  | Примечание                                         |
| --------- | ------ | ------------------- | ---------------------------------- | --------------------------------------- | --------------- | ----- | ----- | ---------------------- | -------------------------------------------------- |
| Поражение | 18-9   | Кёдзи Хоригути      | TKO (удары руками)                 | Rizin 15                                | 21 апреля 2019  | 1     | 2:53  | Иокогама, Япония       | Бой в промежуточном весе 59,9 кг.                  |
| Поражение | 18-8   | Вилсон Рейс         | Единогласное решение               | UFC Fight Night: dos Santos vs. Tuivasa | 2 декабря 2018  | 3     | 5:00  | Аделаида, Австралия    |                                                    |
| Поражение | 18-7   | Жусиер Формига      | Техническая сдача (удушение сзади) | UFC 221                                 | 11 февраля 2018 | 3     | 1:43  | Перт, Австралия        |                                                    |
| Победа    | 18-6   | Тим Эллиотт         | Сдача (удушение сзади)             | UFC Fight Night: Lewis vs. Hunt         | 11 июня 2017    | 1     | 0:49  | Окленд, Новая Зеландия | Выступление вечера.                                |
| Победа    | 17-6   | Джин Эррера         | Единогласное решение               | UFC Fight Night: Whittaker vs. Brunson  | 27 ноября 2016  | 3     | 5:00  | Мельбурн, Австралия    |                                                    |
| Поражение | 16-6   | Луис Смолка         | TKO (удары)                        | UFC Fight Night: McDonald vs. Lineker   | 13 июля 2016    | 2     | 4:41  | Су-Фолс, США           |                                                    |
| Победа    | 16-5   | Райан Бенуа         | Сдача (удушение сзади)             | UFC 193                                 | 15 ноября 2015  | 1     | 2:35  | Мельбурн, Австралия    |                                                    |
| Победа    | 15-5   | Алп Озкылыч         | TKO (удары руками)                 | UFC Fight Night: Miocic vs. Hunt        | 10 мая 2015     | 1     | 4:59  | Аделаида, Австралия    | Дебют в наилегчайшем весе.                         |
| Победа    | 14-5   | Рис Макларен        | Единогласное решение               | Nitro MMA 12                            | 11 октября 2014 | 5     | 5:00  | Логан-Сити, Австралия  | Защитил титул чемпиона Nitro MMA в легчайшем весе. |
| Победа    | 13-5   | Джулиан Уоллас      | KO (удар рукой)                    | Nitro MMA 11                            | 8 марта 2013    | 1     | 0:25  | Логан-Сити, Австралия  | Выиграл титул чемпиона Nitro MMA в легчайшем весе. |
| Победа    | 12-5   | Шантарам Махарадж   | Сдача (удушение сзади)             | Bragging Rights 6: Night of Titles      | 27 июля 2013    | 3     | 3:58  | Медли, Австралия       |                                                    |
| Победа    | 11-5   | Люк Моррис          | Единогласное решение               | K.O. Martial Arts: Adrenalin-Unleashed  | 29 июня 2013    | 3     | 5:00  | Итонс-Хилл, Австралия  |                                                    |
| Победа    | 10-5   | Киан Фам            | TKO (удары руками)                 | Australia Regional                      | 27 апреля 2013  | 2     | 2:48  | Брисбен, Австралия     |                                                    |
| Победа    | 9-5    | Грег Пеналоса       | TKO (остановлен врачом)            | Roshambo MMA 1: In the Cage             | 6 апреля 2013   | 2     | 5:00  | Брисбен, Австралия     |                                                    |
| Победа    | 8-5    | Эндрю Уитни         | Сдача (рычаг локтя)                | The Cage Inc.: Battle at the Border 9   | 23 апреля 2011  | 1     | 3:48  | Ханкинсон, США         |                                                    |
| Поражение | 7-5    | Чавалит Ситайодтонг | TKO (удары руками)                 | Martial Combat 7                        | 18 августа 2010 | 2     | N/A   | Сентоса, Сингапур      |                                                    |
| Победа    | 7-4    | Ларами Шаффер       | TKO (остановлен врачом)            | OFC: Battle at Huset’s Speedway         | 31 июля 2010    | 1     | 5:00  | Брандон, США           |                                                    |
| Поражение | 6-4    | Джош Филлипс        | TKO (удары руками)                 | The Cage Inc.: Battle at the Border 5   | 15 мая 2010     | 4     | 3:51  | Ханкинсон, США         |                                                    |
| Поражение | 6-3    | Эрик Перес          | TKO (удары руками)                 | Canadian Fighting Championship 3        | 13 ноября 2009  | 2     | 4:20  | Виннипег, Канада       |                                                    |
| Поражение | 6-2    | Алексис Вила        | KO (удар рукой)                    | PFC: Best of Both Worlds                | 6 февраля 2009  | 2     | 0:34  | Лемор, США             |                                                    |
| Победа    | 6-1    | Дэнни Шродер        | TKO (остановлен секундантом)       | TCI: Fight Hunger                       | 17 октября 2008 | 2     | 2:07  | Су-Фолс, США           |                                                    |
| Победа    | 5-1    | Нейт Хансен         | Сдача (треугольник)                | The Cage Inc.: Summer Slam 4            | 14 июня 2008    | 1     | 1:30  | Су-Фолс, США           |                                                    |
| Победа    | 4-1    | Ник Холбрук         | KO (удары руками)                  | Fury Fights: Battle in Brookings 3      | 21 апреля 2007  | 2     | 2:36  | Брукингс, США          |                                                    |
| Победа    | 3-1    | Митч Уизнер         | TKO (удары руками)                 | Fury Fights: Temple Fight Night 2       | 10 марта 2007   | 1     | 2:00  | Брукингс, США          |                                                    |
| Победа    | 2-1    | Чак Пейдж           | KO (удары локтями)                 | Fury Fights: Temple Fight Night 1       | 1 марта 2007    | 1     | 3:12  | Брукингс, США          |                                                    |
| Победа    | 1-1    | Джесс Фуриман       | KO (удары руками)                  | Fury Fights: Battle in Brookings 2      | 24 февраля 2007 | 1     | 0:34  | Брукингс, США          |                                                    |
| Поражение | 0-1    | Остин Питерсон      | Сдача (удушение сзади)             | Fury Fights: Battle in Brookings 1      | 2 декабря 2006  | 2     | 0:58  | Брукингс, США          |                                                    |